# Vilhelm Güldencrone
 Der er flere personer med dette navn, se Vilhelm Güldencrone (stiftamtmand).
Vilhelm Marselis lensbaron Güldencrone (født Marselis) (født 14. august 1645 i Amsterdam, død 1683) var en dansk godsejer, bror til bl.a. Constantin Marselis og stamfader til slægten Güldencrone. Sønnen Christian Güldencrone efterfulgte ham som lensbaron.
Vilhelm Marselis var en søn af den danske konges faktor i Amsterdam Gabriel Marselis og Isabeau van der Straaten; 1661 findes han at have studeret på universitetet i Leiden; snart må han imidlertid have forladt sit fædreland og taget ophold i Danmark, hvortil så mange bånd bandt hans slægt, og hvor hans fader samme år var blevet adlet. Allerede 1662 synes han at have erhvervet de jyske godser Skumstrup, Østergård og Moesgård, hvilke han købte af Mogens Friis; det førstnævnte gods erigeredes 1673 for Marselis til baroniet Wilhelmsborg, og samtidig optoges han i friherrestanden med navnet Güldencrone. Han arvede desuden Skarsholm ved Jyderup.
Han døde allerede 1683 (datoen kendes ikke, men hans død nævnes i et brev dateret 26. maj), efterladende en enke, Regitze Sophie Vind (1660-1692), datter af gehejmeråd Holger Vind til Harrested; hun bestyrede godserne under sine børns mindreårighed og oprettede et hospital i Mårslet. I 1682 lod han og hans hustru opsætte en altertavle i Mårslet Kirke med deres våbener. Altertavlen findes i dag i Den Gamle By i Aarhus. 1686 ægtede hun baron Jens Juel til Juellinge. Det vides ikke, hvor han er begravet.
Der findes et portrætmaleri af Vilhelm Güldencrone (ukendt maler).